# Nagari Batagak
Nagari Batagak is een bestuurslaag in het regentschap Agam van de provincie West-Sumatra, Indonesië. Nagari Batagak telt 3198 inwoners (volkstelling 2010).